# Бузулуцький район
Бузулу́цький район (рос. Бузулукский район) — муніципальний район Оренбурзької області Російської Федерації.
Адміністративний центр — місто Бузулук, яке не входить до складу району і утворює окремий Бузулуцький міський округ.

## Географія
Бузулуцький район розташований на заході Оренбурзької області. Межує на півночі — з Бугурусланським і Асекеєвським, на сході — з Грачовським районами і Сорочинським міським округом, на півдні — з Тоцьким і Курманаєвським районами області, на заході — з Борським районом Самарської області.
Простягається з півночі на південь на 88 км, із заходу на схід — на 72 км.
Відстань до обласного центру — 246 км.

## Історія
Район утворений в липні 1928 року.

## Населення
Населення — 29941 особа (2019; 31071 в 2010, 33113 у 2002).

## Адміністративний поділ
Район адміністративно поділяється на 28 сільських поселень:
| Поселення                          | Площа, км² | Населення, осіб (2002) | Населення, осіб (2010) | Населення, осіб (2019) | Центр              | Населені пункти |
| ---------------------------------- | ---------- | ---------------------- | ---------------------- | ---------------------- | ------------------ | --------------- |
| Алдаркінська сільська рада         | 97,93      | 623                    | 488                    | 415                    | Алдаркіно          | 2               |
| Березовська сільська рада          | 7,65       | 476                    | 436                    | 385                    | Березовка          | 2               |
| Верхньов'язовська сільська рада    | 201,56     | 1148                   | 1047                   | 922                    | Верхня В'язовка    | 3               |
| Державинська сільська рада         | 207,70     | 1334                   | 1024                   | 885                    | Державино          | 5               |
| Єлховська сільська рада            | 84,81      | 589                    | 532                    | 467                    | Єлховка            | 3               |
| Єлшанська сільська рада            | 115,04     | 1223                   | 1203                   | 1221                   | Єлшанка Перша      | 2               |
| Жилинська сільська рада            | 121,09     | 742                    | 589                    | 514                    | Жилинка            | 5               |
| Каменносарминська сільська рада    | 171,26     | 692                    | 578                    | 486                    | Каменна Сарма      | 3               |
| Колтубановська селищна рада        | 573,46     | 4324                   | 3866                   | 3550                   | Колтубановський    | 6               |
| Колтубанська сільська рада         | 74,67      | 756                    | 711                    | 650                    | Колтубанка         | 2               |
| Красногвардійська сільська рада    | 150,56     | 4552                   | 4288                   | 4018                   | Красногвардієць    | 5               |
| Краснослободська сільська рада     | 118,03     | 626                    | 476                    | 397                    | Красна Слободка    | 3               |
| Липовська сільська рада            | 42,00      | 541                    | 580                    | 545                    | Липовка            | 1               |
| Лисьєполянська сільська рада       | 96,51      | 905                    | 818                    | 829                    | Лисья Поляна       | 6               |
| Могутовська сільська рада          | 105,39     | 915                    | 615                    | 484                    | Могутово           | 4               |
| Новоалександровська сільська рада  | 127,99     | 2361                   | 2677                   | 3122                   | Новоалександровка  | 3               |
| Новотепловська сільська рада       | 107,06     | 611                    | 489                    | 421                    | Нова Тепловка      | 3               |
| Палімовська сільська рада          | 85,63      | 2177                   | 2426                   | 2632                   | Палімовка          | 3               |
| Підколкинська сільська рада        | 199,17     | 1227                   | 1160                   | 1067                   | Підколки           | 3               |
| Преображенська сільська рада       | 146,51     | 665                    | 644                    | 561                    | Преображенка       | 2               |
| Приміська сільська рада            | 71,18      | 825                    | 869                    | 963                    | Іскра              | 1               |
| Проскуринська сільська рада        | 290,18     | 1007                   | 816                    | 653                    | Проскурино         | 3               |
| Староалександровська сільська рада | 68,42      | 701                    | 640                    | 631                    | Староалександровка | 1               |
| Сухоріченська сільська рада        | 203,77     | 1436                   | 1588                   | 1690                   | Сухорічка          | 3               |
| Твердиловська сільська рада        | 91,33      | 503                    | 491                    | 467                    | Твердилово         | 2               |
| Троїцька сільська рада             | 113,97     | 798                    | 669                    | 642                    | Троїцьке           | 4               |
| Тупиковська сільська рада          | 77,88      | 637                    | 613                    | 632                    | Тупиковка          | 1               |
| Шахматовська сільська рада         | 56,78      | 719                    | 735                    | 692                    | Шахматовка         | 2               |

2013 року ліквідована Борова сільська рада, територія увійшла до складу Колтубановської селради.

## Найбільші населені пункти
Нижче подано перелік населених пунктів з чисельність населення понад 1000 осіб:
| № | Населений пункт   | Населення, осіб (2002) | Населення, осіб (2010) |
| - | ----------------- | ---------------------- | ---------------------- |
| 1 | Красногвардієць   | 3857                   | 3608                   |
| 2 | Колтубановський   | 3852                   | 3450                   |
| 3 | Палімовка         | 1749                   | 1933                   |
| 4 | Новоалександровка | 1449                   | 1675                   |
| 5 | Сухорічка         | 1152                   | 1278                   |
| 6 | Єлшанка Перша     | 1200                   | 1176                   |

## Господарство
Провідне місце в економіці району займає сільське господарство. У цій галузі зайнято 218 підприємств, у тому числі 178 селянських (фермерських) господарств. Сільгосптоваровиробники спеціалізується на виробництві зерна, м'яса і молока.